# 盧博斯·米海爾
盧博斯·米海爾（媒体常用译名是米歇尔，1968年5月16日—），是一名斯洛伐克足球球證，他除了母語斯洛伐克語外，更懂英語、法語、俄語，因此經常獲執法國際大賽，曾執法的著名球賽包括2002年世界盃、2003年歐洲足協盃決賽、2004年歐洲國家盃、2007/08賽季歐洲冠軍聯賽決賽等。
1987年，他首次作為主球證去執法一場低組別聯賽。1993年是25歲的米歇爾球證生涯的轉捩點，他獲提升至斯洛伐克最高級別聯賽。同年11月，他進入國際足協球證名單，開始執法國際比賽，曾為欧洲21岁以下青年队英格兰和圣马力诺的比赛執法。自1998年起開始執法欧洲冠军联赛，在現任主球證中第二位最快達到執法50場，第一位的是丹麥球證尼尔森。
他是斯洛伐克自獨立後首位執法世界盃賽事的裁判，他曾執法了2002年世界盃南非對巴拉圭的比賽。
2008年，米歇爾剛渡過40歲生日不久，即被選為執法2008年歐洲聯賽冠軍盃決賽。米歇爾亦入選2008年欧洲足球锦标赛裁判名单，將會執法2008年歐錦賽。

## 曾參加重要賽事
- 1995年比利时欧洲16岁以下青年锦标赛
- 1998年罗马尼亚欧洲21岁以下青年锦标赛
- 1997年埃及17岁以下世界青年足球锦标赛
- 2000年悉尼奥运会
- 2002年日韓世界盃
- 2003年联盟杯决赛 － 波圖對些路迪
- 2004年歐洲國家盃
- 2004/05賽季歐洲冠軍聯賽準決賽 － 利物浦對車路士
- 2005年美洲國家盃決賽 － 巴西對阿根廷
- 2006年世界盃
- 2008年歐洲聯賽冠軍盃決賽 － 車路士對曼聯
- 2008年歐洲國家盃

## 外部連結
- 個人官方網站 （页面存档备份，存于）